# USS John Finn (DDG-113)
USS John Finn (DDG-113) é um contratorpedeiro da classe Arleigh Burke que pertencente a Marinha de Guerra dos Estados Unidos.
O John Finn é o 63º navio de sua classe e foi integrado ao serviço ativo da marinha americana em julho de 2017.
O nome do navio é uma homenagem ao John William Finn (1909-2010), marinheiro norte-americano por suas ações durante o ataque a Pearl Harbor durante a Segunda Guerra Mundial.